# Grêmio Recreativo e Esportivo Reunidas (volley-ball masculin)
Pour les articles homonymes, voir Grêmio Recreativo e Esportivo Reunidas.
 Vôlei Futuro, de son vrai nom Grêmio Recreativo e Esportivo Reunidas, est un club brésilien de volley-ball fondé en 2002 et basé à Araçatuba. La section volley-ball masculin du Vôlei Futuro a disparu en 2013.

## Palmarès
- Championnat du Brésil 
  - Finaliste : 2012

## Effectif de la saison 2005-2006
Entraîneur : José Izar  Brésil
| Numéro | Nom                          | Taille | Nationalité | Poste |
| 1      | André BRESSA DONATO MENDONCA | 1,90   | Brésil      | P     |
| 2      | Rodrigo Severino DA SILVA    | 1,96   | Brésil      | R/A   |
| 3      | Denis CABRAL DE MORAES       | 1,87   | Brésil      | R/A   |
| 5      | Anselmo SIGOLI               | 1,90   | Brésil      | R/A   |
| 6      | Thiago MORENO MAIA           | 1,90   | Brésil      | P     |
| 7      | Thiago ORIZIO DO SANTO       | 1,98   | Brésil      | R/A   |
| 8      | André APARECIDO DE SOUZA     | 1,90   | Brésil      | L     |
| 9      | Ramon WILLER SILVINO         | 1,84   | Brésil      | P     |
| 10     | Guilherme MAGNANI HAGE       | 2,00   | Brésil      | R/A   |
| 11     | Willian Felipe COLOMBO       | 1,92   | Brésil      | R/A   |
| 12     | Roberto PICKEL DAVID         | 2,10   | Brésil      | R/A   |
| 13     | Jairo DE SOUZA LINO          | 1,92   | Brésil      | A     |
| 14     | Thiago DE OLIVEIRA CARVALHO  | 2,05   | Brésil      | C     |
| 15     | Nivaldo FREIRE IGNACIO       | 1,99   | Brésil      | C     |
| 16     | Everton Honorato DE ALMEIDA  | 2,02   | Brésil      | C     |
| 17     | Thiago ZAMBELLI REY          | 2,04   | Brésil      | A     |
| 18     | Aimar Altair PEREIRA         | 1,93   | Brésil      | L     |